# Bilyj Kamin (Solotschiw)

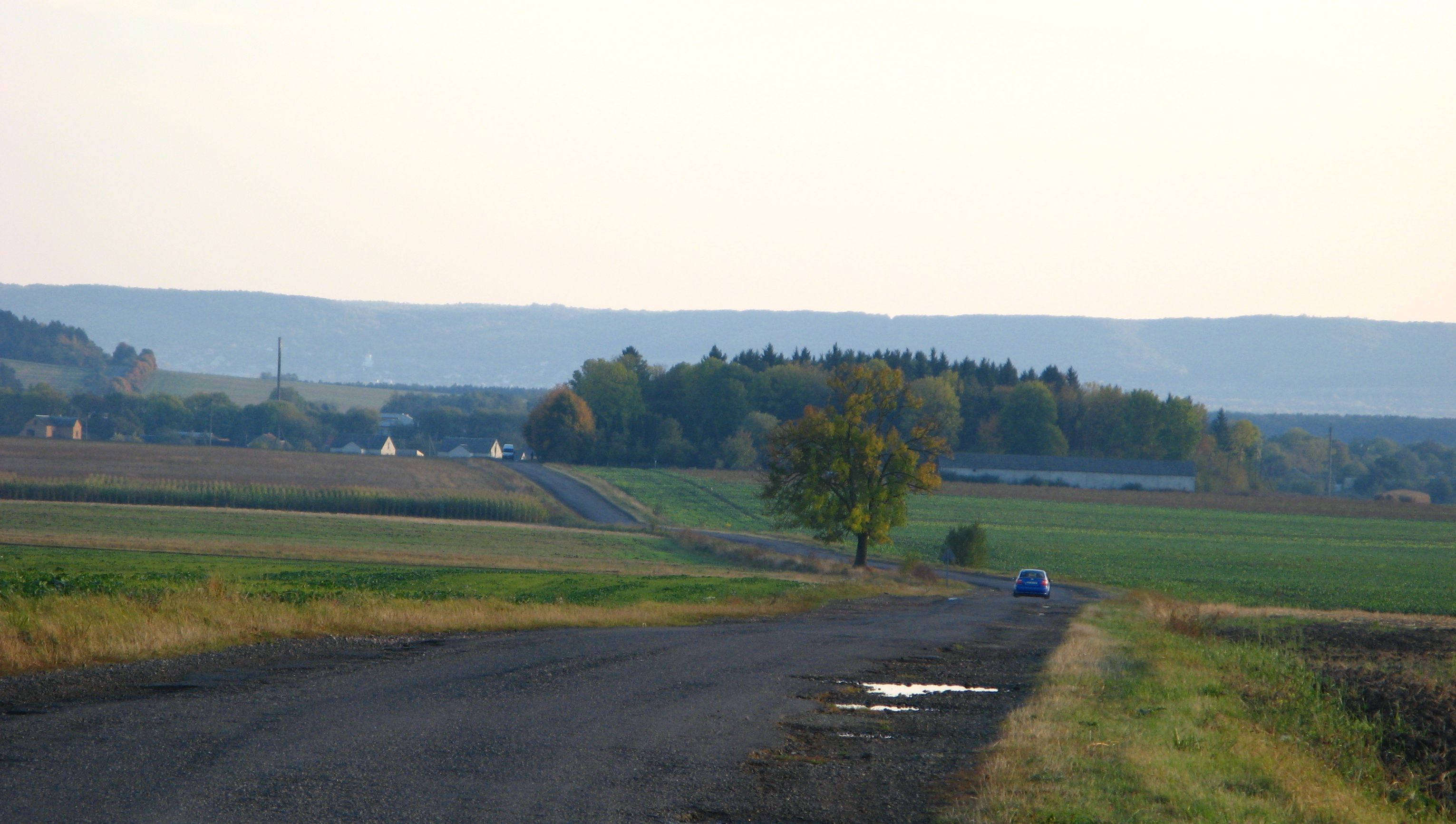
Straße bei Bilyj Kamin

Bilyj Kamin (ukrainisch Билый Каминь, polnisch Biały Kamień) ist ein Dorf im Rajon Solotschiw in der Oblast Lwiw in der Westukraine. Es gehört zur städtischen Hromada Solotschiw. Bilyj Kamin liegt in der Nähe der Stadt Brody in der Ukraine.

## Persönlichkeiten
- Michael I. von Polen (1640–1673), König von Polen und Großherzog von Litauen
- Uri Zvi Grinberg (1896–1981), israelischer Dichter, Journalist und Politiker